# I Must Have Lost It on the Wind
I Must Have Lost It on the Wind è un brano composto e interpretato dall'artista britannico Elton John; il testo è di Bernie Taupin.

## Il brano
Proveniente dal concept album del 2006 The Captain and the Kid (ne costituisce l'ottava traccia), è un pezzo di chiarissima ispirazione country; tra l'altro, lo stesso Bernie, nello scriverne il titolo (che in italiano significa Devo Averlo Smarrito Nel Vento) annotò un modo di dire popolare tra i cowboys subito dopo aver visionato un film sul Selvaggio West. L'argomento portante è la cecità e l'irriconoscenza che John e Taupin provavano in passato verso chi avrebbe voluto dar loro delle dritte e dei consigli. Nel pezzo, Elton suona il piano elettrico ed è accompagnato dalla sua Elton John Band, formata da Davey Johnstone, Nigel Olsson, Bob Birch, Guy Babylon e John Mahon.
I Must Have Lost It on the Wind ha ricevuto apprezzamenti da parte della critica, così come l'intero album di provenienza.